# Leena Meri
Leena Kristiina Meri (Helsinki, 12 aprile 1968) è una politica finlandese.

## Biografia
È nata ad Helsinki il 12 aprile 1968 e si è diplomata nel 1987 presso l'istituto comprensivo di Töölö. Nel 2000 ha conseguito un master of laws presso l'Università di Helsinki con una tesi sul diritto di famiglia e successorio, divenendo nel 2003 giudice aggiunto presso la corte d'appello di Kouvola.
Alle elezioni municipali del 2012 è stata eletta consigliera comunale di Hyvinkää con 414 voti, risultando la seconda più votata nella lista del partito Veri Finlandesi (PS); divenuta capogruppo del partito e poi vicepresidente del consiglio comunale, è stata rieletta consigliera nel 2017 con 939 voti.
Nel 2015 si è candidata all'Eduskunta nella circoscrizione di Uusimaa, ottenendo 2 493 voti e venendo designata come candidato di riserva; successivamente all'inizio della legislatura è divenuta parlamentare in seguito al passaggio di Pirkko Ruohonen-Lerner al Parlamento europeo. È stata rieletta al parlamento nel 2019 e nel 2023.
Nel 2017 aveva annunciato l'intenzione di candidarsi alla presidenza dei Veri Finlandesi dopo l'annuncio delle dimissioni di Timo Soini, classificandosi al terzo posto dietro a Sampo Terho e Jussi Halla-aho con 60 voti.